# Satrapodes dosca
Satrapodes dosca là một loài bướm đêm trong họ Noctuidae.